# Vankavesi
Vankavesi är en del av sjön Näsijärvi i Finland. Den ligger i Ylöjärvi i landskapet Birkaland, i den södra delen av landet, 190 km norr om huvudstaden Helsingfors. Vankavesi ligger 92 meter över havet.